# José Nicomedes Grossi
José Nicomedes Grossi (* 15. September 1915 in Cipotânea, Brasilien; † 21. Juni 2009 in Juiz de Fora, Brasilien) war ein römisch-katholischer Geistlicher und Bischof von Bom Jesus da Lapa.

## Leben
José Nicomedes Grossi studierte von 1935 bis 1940 Philosophie und Katholische Theologie im Priesterseminar St. Joseph in Mariana (Minas Gerais). Am 21. September 1940 empfing er die Priesterweihe. Anschließend war er als Missionspfarrer in Carinhanha tätig.
Am 28. August 1962 wurde er von Papst Johannes XXIII. zum ersten Bischof des neuerrichteten Bistums Bom Jesus da Lapa ernannt. Der Bischof von Pouso Alegre, José d’Angelo Neto, spendete ihn am 25. Januar 1963 die Bischofsweihe; Mitkonsekratoren waren José Eugênio Corrêa, Bischof von Caratinga, und José Costa Campos, Bischof von Valença. Sein Motto war „Respice Stella“ (Achte auf die Sterne).
Er nahm an allen vier Sitzungsperioden des Zweiten Vatikanischen Konzils als Konzilsvater teil.
Am 15. März 1990 nahm Papst Johannes Paul II. seinen altersbedingten Rücktritt an.